# خواكين لونا
خواكين لونا هو سياسي فلبيني، (و. 1864 – 1936 م). انتخب عضو مجلس الشيوخ الفلبيني ‏.